# Vickers MBT

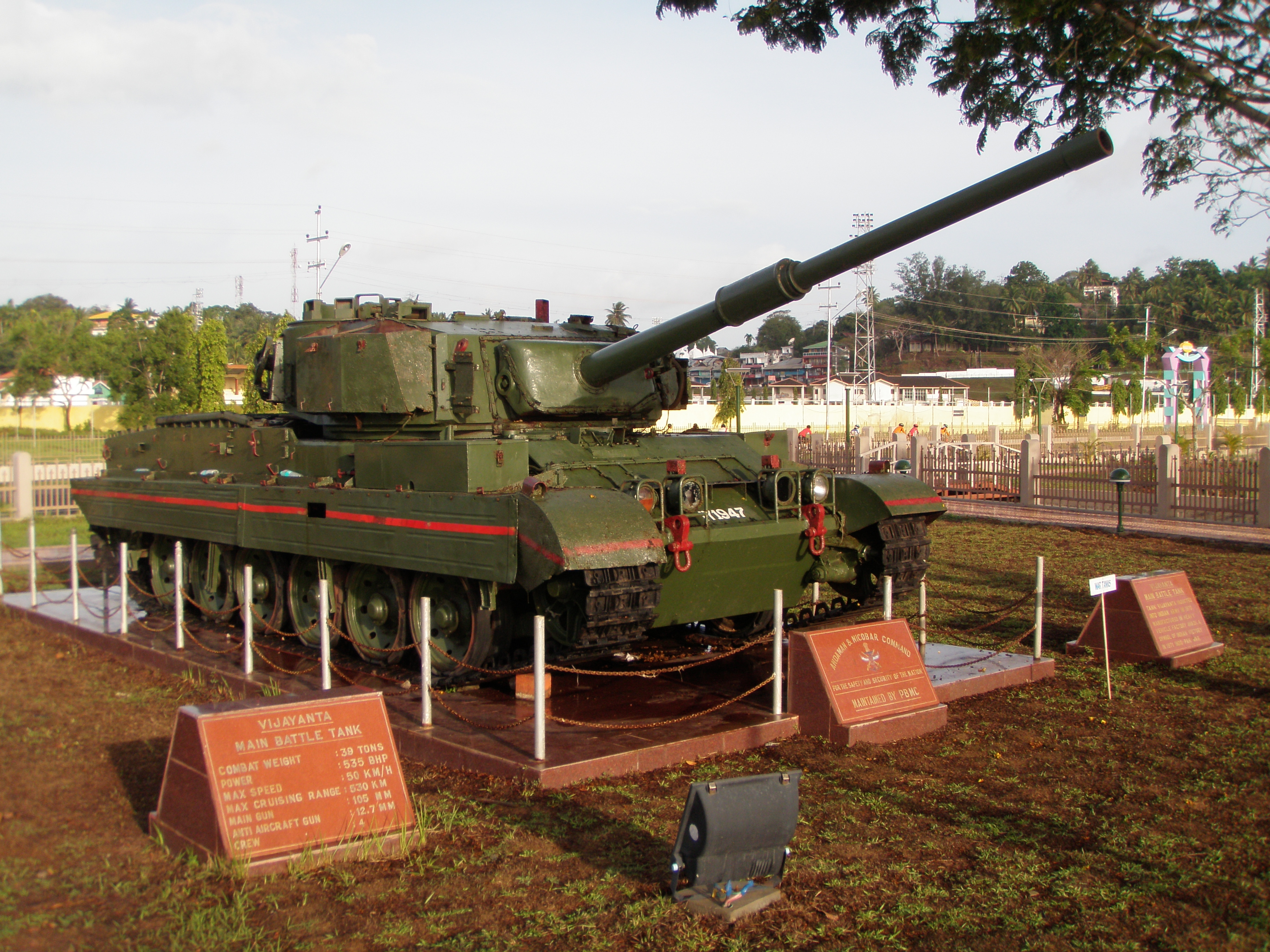
Vickers MBT 1, namngiven (Vijayanta) av Indien.

Vickers MBT är en serie av stridsvagnar tillverkade av bolaget Vickers-Armstrongs. I konstruktionen av nya stridsvagnar användes väl beprövade komponenter som till exempel stridsvagnskanonen Royal Ordnance L7 och Leyland L60 multi-bränsle motor, växelsystem och eldledningssystem som återfanns på stridsvagnen Chieftain.
Den första versionen som tillverkades Vickers MBT 1 var designad för att vara en billig och enkel, men ändå effektiv stridsvagn. Första prototypen tillverkades år 1963.